# Charles Blé Goudé
Charles Blé Goudé (alias: Général; Génie de kpo; Gbapé Zadi;) (* 1. Januar 1972 in Niagbrahio, Elfenbeinküste) ist ein ivorischer Politiker.  Er gründete 2001 "Junge Patrioten". Während der Regierungskrise 2010/2011 war er Jugendminister in der vom Präsidenten Laurent Gbagbo eingesetzten, international nicht anerkannten Regierung. Vom Internationalen Strafgerichtshof (IStGH) wurde er wegen Verdachts von Verbrechen gegen die Menschlichkeit angeklagt und saß deshalb in Den Haag seit März 2014 in Untersuchungshaft.

## Leben und politische Karriere
Goudé studierte Englisch an der Université de Cocody in Abidjan, wo er Führer der Jugendorganisation Fédération estudiantine et scolaire de Côte d’Ivoire (FESCI) wurde, die mit der von Laurent Gbagbo gegründeten Partei Front Populaire Ivoirien verbunden ist. Unter seiner Führung wandelte sich der Intellektuellen-Verband in eine Schlägertruppe, die von ihren Gegnern in Anlehnung an die Faschisten als "Fescisten" beschimpft wird. Ein weiteres Studium an der University of Manchester zu Konfliktlösungsstrategien brach er ab, als in seiner Heimat ein Putschversuch gegen den damaligen Präsidenten Gbagbo unternommen wurde.
Er kehrte in die Elfenbeinküste zurück und gründete im Juni 2001 eine Jugendorganisation zur Unterstützung Gbagbos mit Namen Alliance des jeunes patriotes pour le sursaut national, kurz die „Jungen Patrioten“ genannt. Seine Organisation entwickelte er zu einer bewaffneten Miliz, die für Gewalttätigkeiten und Plünderungen berüchtigt wurde. 2004 äußerte Goudé in einem Interview Sympathien für Hitler und Mussolini. Während des Bürgerkriegs in der Elfenbeinküste von 2002 bis 2006 organisierte er Aktionen für den Abzug der französischen Truppen aus dem Land und den Kampf gegen die Rebellen in der nördlichen Elfenbeinküste.
Im Zuge der Regierungskrise in der Elfenbeinküste 2010/2011 war er Minister für Jugend, berufliche Bildung und Beschäftigung in der Regierung Aké N’Gbo. Er war als Anführer der Jeunes Patriotes am 29. Oktober von internationalen Sanktionen betroffen. So durfte er nicht in die EU einreisen und seine Gelder wurden eingefroren. Die Vorwürfe waren:
- wiederholte öffentliche Aufrufe zu Gewalt gegen Einrichtungen und Personal der Vereinten Nationen und gegen Ausländer
- Anführung und Ausübung von Gewaltakten von Straßenmilizen, unter anderem von Prügeleien, Vergewaltigungen und außergerichtlichen Hinrichtungen
- Versuch der Einschüchterung der Vereinten Nationen, der Internationalen Arbeitsgruppe, der politischen Opposition und der unabhängigen Presse
- Sabotage internationaler Radiosender
- Behinderung der Arbeit der Internationalen Arbeitsgruppe, der Operation der Vereinten Nationen in Côte d’Ivoire (UNOCI), der französischen Streitkräfte und des Friedensprozesses nach der Resolution 1643.

Nach dem Sturz von Laurent Gbagbo im April 2011 floh er nach Ghana und versteckte sich dort. Am 17. Januar 2013 wurde er in Tema, Ghana, verhaftet und in die Elfenbeinküste überführt.

## Prozess vor dem Internationalen Strafgerichtshof
Am 21. Dezember 2011 erließ der IStGH einen unveröffentlichten Haftbefehl gegen ihn. Er wurde angeklagt,  Verbrechen gegen die Menschlichkeit im Sinne des Römischen Statuts begangen zu haben. Zur Last gelegt wurden ihm Mord, Vergewaltigungen, gezielte Verfolgungen und weitere unmenschliche Akte in mittelbarer Täterschaft, die zwischen dem 16. Dezember 2010 und dem 21. April 2011 auf dem Gebiet der Elfenbeinküste erfolgten.
Am 23. März 2014 lieferte ihn die Elfenbeinküste an den Internationalen Strafgerichtshof aus. Am 28. Januar 2016 begann sein Prozess. Am 15. Januar 2019 wurden Gbagbo und Goudé aus Mangel an Beweisen von allen Vorwürfen freigesprochen.
Im September 2021 forderte die Verteidigung von Charles Blé Goudé 819.300 Euro Schadensersatz für das lange Gerichtsverfahren, das ihr Charles Blé Goudé erlitten hatte.